# Coup de chapeau II
Pour les articles homonymes, voir Chapeau (homonymie).
Cet article possède un paronyme, voir Coup du chapeau.
Coup de chapeau II est une œuvre du sculpteur américain Roy Lichtenstein située à Paris, en France. Créée en 1990, elle est installée dans les jardins des Tuileries. Il s'agit d'une sculpture en bronze.

## Description
L'œuvre prend la forme d'une sculpture abstraite, en bronze peint. 

## Localisation
L'œuvre est installée sur la pelouse des jardins des Tuileries.

## Historique
Coup de chapeau II est une œuvre de Roy Lichtenstein et date de 1996. Achetée par la Fondation Roy Lichtenstein en 2000, elle est installée en 2000 dans les jardins des Tuileries.

## Artiste
Roy Lichtenstein (1923-1997) est un sculpteur américain.